# إلزه بيترسن
إلزه بيترسن (بالدنماركية: Else Petersen)‏ هي ممثلة دانمركية، ولدت في 26 أبريل 1910 بالدنمارك، وتوفيت بنفس المكان في 28 أغسطس 2002.

## أعمال

### أفلام
- (1987) عيد بابيت[3]

## وصلات خارجية
- إلزه بيترسن على موقع IMDb (الإنجليزية)
- إلزه بيترسن على موقع أول موفي (الإنجليزية)
- إلزه بيترسن على موقع قاعدة بيانات الأفلام السويدية (السويدية)
- إلزه بيترسن على موقع قاعدة بيانات الفيلم (الإنجليزية)
- إلزه بيترسن على موقع كينوبويسك (الروسية)